# Uloborus khasiensis
Espèce
Uloborus khasiensis est une espèce d'araignées aranéomorphes de la famille des Uloboridae.

## Distribution
Cette espèce est endémique d'Inde.

## Étymologie
Son nom d'espèce, composé de khasi et du suffixe latin -ensis, « qui vit dans, qui habite », lui a été donné en référence au lieu de sa découverte, les monts Khasi.

## Publication originale
- Tikader, 1969 : Two new spiders of the genus Uloborus of the family Uloboridae from India. Proceedings of the Indian Academy of Science, sér. B vol. 70, p. 127-130.